# Bedřich Vrbský
Bedřich Vrbský, vlastním jménem Bedřich Wrbka (4. května 1890 Praha – 23. února 1966 Praha), byl český herec, režisér a dramatik.

## Život
Byl jediný syn typografa Jana Wrbky (1862–??) a jeho manželky Anny, rozené Kaiserové (1867–??).
Vystudoval obchodní akademii a několik let byl úředníkem Městské spořitelny pražské. Spolupracoval s Československým rozhlasem a Československou televizí.
V roce 1929, se ve Chvalech (dnes Praha–Horní Počernice), oženil s Antonii Čuprovou.(1900–1972)
Zemřel 23. února 1966 a je pohřben na Olšanských hřbitovech v úseku VI. oddělení 7 b, hrob číslo 52.
V roce 1957 byl poctěn titulem zasloužilý umělec.

## Divadelní kariéra
Do roku 1916 hrál amatérsky, spolupracoval s netradičními pražskými scénami: Lyrickým divadlem (1911), Volným divadlem, které sám r. 1912 založil, Uměním lidu (1914) a s Loutkovým divadlem Umělecké výchovy (1916).
Roku 1916 začal hrát profesionálně, zprvu na menších scénách, r. 1919 ho angažoval Karel Hugo Hilar do Městského divadla na Vinohradech. V roce 1929 vznikla Městská divadla pražská sloučením Divadla na Vinohradech a Komorního divadla. V Městských divadlech pražských pak prožil Bedřich Vrbský celý herecký i režisérský život, a to i po jejich reorganizaci roku 1950. Roku 1961 odešel na odpočinek.
Uplatnil se zejména v komických postavách, v nichž uplatnil svůj civilní herecký projev, břitkost dialogu a společenské vystupování. Mezi známé divadelní role Bedřicha Vrbského patřily role Doolittlea (George Bernard Shaw, Pygmalion, r. 1931 a 1939) a lorda Goringa (Oscar Wilde, Ideální manžel, 1934). V padesátých letech hrál pohostinský v Národním divadle ve dvou hrách (Živnost paní Warrenové, Ideální manžel).

## Citát
Bedřich Vrbský byl "dušinka". Říkali jsme mu tak, protože každého, s nímž měl něco důvěrnějšího, tituloval "dušinka". Bývalý bankovní úředník byl herec jasného oboru: bonvivant. Dokonalý frakman, kultivované společenské vystupování. Jako Antonín Kandert, tak i on později hodně režíroval. Ani u jednoho ani u druhého si nemohu stěžovat na obsazování. 
Vladimír Hlavatý

## Divadelní režie, výběr
- 1928 Anna Sedláčková, B. Vrbský: Na zapřenou, Vinohradské divadlo, 24 repríz
- 1935 B. Vrbský, J. Grmela: Lanař Rejtura, Komorní divadlo, 30 repríz
- 1940 G. B. Shaw: Milionářka, Komorní divadlo, 52 repríz (v roli Epifanie Fitzfassendenové obsazena Adina Mandlová)
- 1940 Alex Breidahl: Vzbouření v ústavu šlechtičen, Vinohradské divadlo, 67 repríz
- 1941 A. J. Lippl: Známá melodie, Komorní divadlo, 44 repríz
- 1941 K. M. Rössner: Modrý démant, Komorní divadlo, 120 repríz
- 1942 Karel Hadrbolec: Sžehnuta plamenem, Komorní divadlo, 15 repríz
- 1943 Just Schen, P. A. Stiller: Velký pán na malém ostrově, Divadlo Na poříčí, 28 repríz
- 1947 B. Vrbský: Ben a Kristina, Komorní divadlo, 29 repríz
- 1947 Oscar Wilde: Vějíř Lady Windermerové, Vinohradské divadlo, 55 repríz
- 1948 Jean Anouilh: Romeo a Jana, Vinohradské divadlo, 18 repríz
- 1949 A. N. Ostrovskij: Talenty a ctitelé, Komorní divadlo, 61 repríz
- 1949 A. Swirszczynska: Výstřely v Dlouhé ulici, Komorní divadlo, 31 repríz
- 1950 V. K. Klicpera: Ptáčník, Komorní divadlo, 26 repríz
- 1951 I. A. Krylov: Modes Robes, Divadlo Komedie, 96 repríz
- 1953 A. N. Ostrovskij: Kosa na kámen, Divadlo Komedie, 106 repríz
- 1953 N. G. Černyševskij: Co si kdo uvaří…, Divadlo Komedie, 52 repríz
- 1954 Vlasta Petrovičová: Děravá škorně, Komorní divadlo, 78 repríz
- 1954 A. P. Čechov: Ivanov, Komorní divadlo, 44 repríz
- 1955 Frank Tetauer: Don Manuel a Marie Luisa, Komorní divadlo, 74 repríz
- 1955 Emil Vachek: Aféra, Komorní divadlo, 30 repríz
- 1955 Emil Vachek: Bidýlko, Divadlo Komedie, 91 repríz
- 1956 Friedrich Schiller: Parasit, Komorní divadlo, 35 repríz
- 1956 Gabriela Zapolska: Slečna Maličevska, Komorní divadlo, přes 40 repríz
- 1957 Lajos Barta: Láska, Divadlo Komedie, přes 33 repríz
- 1957 Artur Schnitzler: Únos Sabinek, Divadlo Komedie, přes 15 repríz

## Divadelní role, výběr
- 1931 Maxim Gorkij: Na dně, Herec, Vinohradské divadlo, režie Jan Bor, 11 repríz
- 1932 Johann Wolfgang Goethe: Faust, titulní role, Vinohradské divadlo, režie Jan Bor, 14 repríz
- 1934 Hermann Bahr: Koncert, Gustav Heink, Komorní divadlo, režie František Salzer, 12 repríz
- 1936 Jean Giraudoux: Trojská válka nebude, Priamos, Komorní divadlo, režie František Salzer, 10 repríz
- 1937 Jean Sarment: Markýza de Pompadour, Ludvík XV., Vinohradské divadlo, režie Gabriel Hart, 12 repríz
- 1939 Eugéne Labiche, Édouard Martin: Nevděk světem vládne aneb Cesta pana Perrichona, titul. role, Komorní divadlo, režie Gabriel Hart, 9 repríz
- 1940 Gerhart Hauptmann: Bobří kožich, pán z Wehrhahnu, Vinohradské divadlo, režie František Salzer, 21 repríz
- 1941 Henrik Ibsen: John Gabriel Borkman, titul. role, Vinohradské divadlo, režie Gabriel Hart, 16 repríz
- 1943 Hermann Bahr: Žlutý slavík, Lorm, Vinohradské divadlo, režie K. Konstantin, 39 repríz
- 1943 Luigi Pirandello: Šest postav hledá autora, Otec, Vinohradské divadlo, režie Karel Jernek j. h. , 39 repríz
- 1943 Henrik Ibsen: Stavitel Solness, titul. role, Komorní divadlo, režie Gabriel Hart, 47 repríz
- 1944 Ernst Hardt: Blázen Tantris, Marke, Divadlo J. K. Tyla, režie Jan Škoda j. h. , 22 repríz
- 1946 Franz Werfel: Jacobowsky a plukovník, Plukovník, Vinohradské divadlo, režie Jaromír Pleskot, 62 repríz
- 1947 A. S. Gribojedov: Hoře z rozumu, Famusov, Vinohradské divadlo, režie Jiří Frejka, 73 repríz
- 1950 Leon Kruczkowski: Němci, Walter Sonnenbruck, Komorní divadlo, režie Ota Ornest, 63 repríz
- 1951 George Bernard Shaw: Živnost paní Warrenové, Tylovo divadlo, Sir George Crofts, (j.h.), režie Vojta Novák
- 1952 Molière: Škola žen, Arnulf, Divadlo Komedie, režie K. Svoboda, 171 repríz
- 1954 Oscar Wilde: Ideální manžel, Lord Caversham, (j. h. ), Tylovo divadlo, režie Otomar Krejča
- 1955 G. B. Shaw: Pygmalion, Alfred Doolittle, Komorní divadlo, režie Ota Ornest
- 1958 Jaroslav Vrchlický: Noc na Karlštejně, Arnošt z Pardubic, v areálu hradu Karlštejn, režie František Salzer
- 1961 Leon Kruczkowski: Smrt guvernéra, Páter Anastáz, Komorní divadlo, režie Ota Ornest
- 1964 Arthur Watkyn: Pan Dodd má schůzku, Sir Gerald Blythe, Divadlo ABC, režie Ota Ornest

## Vrbský dramatik
Napsal také několik divadelních výstupů a skečí, ale i dramatických adaptací a her (Transport č. 20 – společně se Zdeňkem Štěpánkem, Bloudění Jindřicha od Věže a Prapor – s Vladimírem Drnákem). Adaptací Jiráskova F. L. Věka byla stejnojmenná hra s pokračováním Václav Thám. Jeho komedie Zázračný lékař byla úspěšně zfilmována roku 1933 pod titulem Její lékař.
- Pravý manžel. Praha: A. Neubert, 1943 – komedie o pěti obrazech

## Filmová tvorba
Ve filmu vytvořil v letech 1913–1964 vytvořil bezmála šedesát postav. Začínal ještě jako amatér filmem Pan profesor, nepřítel žen u společnosti Ilussion. V první filmové adaptaci Švejka hrál lékaře v blázinci. Roku 1918 byl spoluautorem námětu a spoluscenáristou filmu Láska si nedá poroučet, který se nedochoval. Do roku 1945 hrál převážně menší role podnikatelů (První políbení), důstojníků (Pobočník Jeho Výsosti) a policistů nebo policejních komisařů (Obrácení Ferdyše Pištory, Před maturitou, Záhada modrého pokoje, Král ulice, Harmonika). Byl jedním z našich prvních dabérů, když ve slavném filmu G. Machatého Extase přemluvil dialogy německého herce Leopolda Kramera.
Jeho filmové herectví dozrálo kvalitou pod zvláště pod vedením režiséra Václava Kršky v životopisných a historických postavách. Byl hrabětem Stadionem ve filmu Revoluční rok 1848, politikem Grégrem v Mikoláši Alšovi nebo hrabětem Harrachem ve filmu Z mého života. Diváci ho znají jako jihoafrického guvernéra z filmu Velké dobrodružství, katechetu ve Stříbrném větru, ale především jako MUDr. Grünsteina z Dobrého vojáka Švejka a vojenského soudce Fink von Finkensteina z pokračování Švejka (Poslušně hlásím). Jako předseda soudu se s diváky rozloučil ve filmu Čintamani a podvodník.
Jeho největší role ve zvukovém filmu, patří bezesporu postava klamaného manžela Karla Plužného, ve filmu Rozvod paní Evy (1937), MUDr. Grünstein, ve filmu Dobrý voják Švejk (1956), v předposledním filmu Kde řeky mají slunce (1961), si zahrál výraznou roli lakomého a tyranského mlynáře Bilanského.

## Filmografie

### Filmové role

#### němé filmy
- Pan profesor, nepřítel žen, 1913 – role neuvedena
- České hrady a zámky, 1914 – majitel člunu
- Neznámé matky, 1921 – Janotův přítel
- Dobrý voják Švejk, 1926 – lékař v blázinci

#### zvukové filmy
- Obrácení Ferdyše Pištory, 1931 – komisař Faltys
- Písničkář, 1932 – dr. Skála
- Před maturitou, 1932 – policejní komisař
- Pobočník Jeho Výsosti, 1933 – podplukovník Kinzl
- Záhada modrého pokoje, 1933 – komisař Brown
- Matka Kráčmerka, 1934 – hrabě Emerich Xaver Anton Rundstein
- Za ranních červánků, 1934 – František Palacký
- Klub tří, 1935 – hráč pan X
- Král ulice, 1935 – policejní komisař
- První políbení, 1935 – rada Lažanský, přítel Nedbalových
- Ulička v ráji, 1936 – nakladatel František Brož
- Harmonika, 1937 – policejní komisař
- Lízin let do nebe, 1937 – školní inspektor dr. Nečas
- Rozvod paní Evy, 1937 – JUDr. Karel Plužný
- Vyděrač, 1937 – továrník Emil Frýbl
- Neporažená armáda, 1938 – plukovník
- Bílá jachta ve Splitu, 1939 – lichvář Barna
- Bláhový sen, 1943 – filmový režisér
- Řeka čaruje, 1945 – notář
- Hrdinové mlčí, 1946 – JUDr. Ladislav Kovář, advokát
- Průlom, 1946 – okresní hejtman
- Velký případ, 1946 – nadlesní Václav Veselý
- Alena, 1947 – radní Martin
- Poslední mohykán, 1947 – ředitel cirkusu
- Dvaasedmdesátka, 1948 – ředitel věznice
- Krakatit, 1948 – baron Rohn, generální ředitel
- O ševci Matoušovi, 1948 – vrchní Franz Krpetz
- Revoluční rok 1848, 1949 – nejvyšší purkrabí Rudolf, hrabě Stadion
- Výlet pana Broučka do zlatých časů, 1949 – policejní velitel, film nedokončen
- Přiznání, 1950 – státní zástupce
- Mikoláš Aleš, 1951 – poslanec dr. Eduard Grégr, majitel tiskárny
- Haškovy povídky ze starého mocnářství, 1952 – komorník
- Nástup, 1952 – nacistický továrník dr. Röhlig
- Velké dobrodružství, 1952 – britský guvernér v Kapském Městě
- Komedianti, 1953 – komisař
- Tajemství krve, 1953 – hematolog
- Stříbrný vítr, 1954 – katecheta
- Psohlavci, 1955 – hrabě Šternberk
- Z mého života, 1955 – hrabě Harrach
- Dobrý voják Švejk, 1956 – MUDr. Grünstein
- Kudy kam?, 1956 – ředitel školy Toman
- Roztržka, 1956 – Petrův otec
- Zaostřit, prosím!, 1956 – redaktor v nakladatelství
- Ztracená posice, 1956 – starý herec
- Poslušně hlásím, 1957 – generál Fink von Finkenstein
- Morálka paní Dulské, 1958 – Felicián, manžel Dulské
- O věcech nadpřirozených, 1958 – psychiatr
- Zde jsou lvi, 1958 – Ing. Hron
- Mstitel, 1959 – soudce
- První parta, 1959 – profesor
- Pochodně, 1960 – hostinský
- Policejní hodina, 1960 – pantatínek Václav Žandalín, majitel pekárny
- Kde řeky mají slunce, 1961 – mlynář Bilanský
- Ledové moře volá, 1961 – rada Stoklasa
- Čintamani a podvodník, 1964 – předseda soudu

### Filmové náměty
- Láska si nedá poroučet, 1918 – s Josefem Skružným
- Její lékař, 1933 (divadelní hra Zázračný lékař)

### Filmové scénáře
- Láska si nedá poroučet, 1918 – s Josefem Skružným

### Dabing
- Extase, 1932 – hlas Evina otce v podání Leopolda Kramera

## Rozhlasová tvorba
- Honoré de Balzac: Evženie Grandetová, role: pan Grandet, záznam inscenace Komorního divadla v Praze, Československý rozhlas, 1953, režie: Ota Ornest a Miloslav Jareš

## Osobnosti divadla vzpomínají na Bedřicha Vrbského
Svatopluk Beneš
- Bedřich Vrbský patřil k těm osobnostem, jejichž odchod znamenal nenahraditelnou ztrátu. V den pohřbu byla na jevišti Komorního divadla vystavena rakev. Když byl pietní akt u konce, šli jsme do šatny a v duchu se s ním znovu loučili. A tu začal někdo z nás vyprávět "dušinkovskou" historku. Jedna vyvolala druhou a Dušinka byl zase s námi. Myslím, že to byla ta nejvřelejší tryzna, které se mu mohlo dostat. [8]